# Аксарайська стела

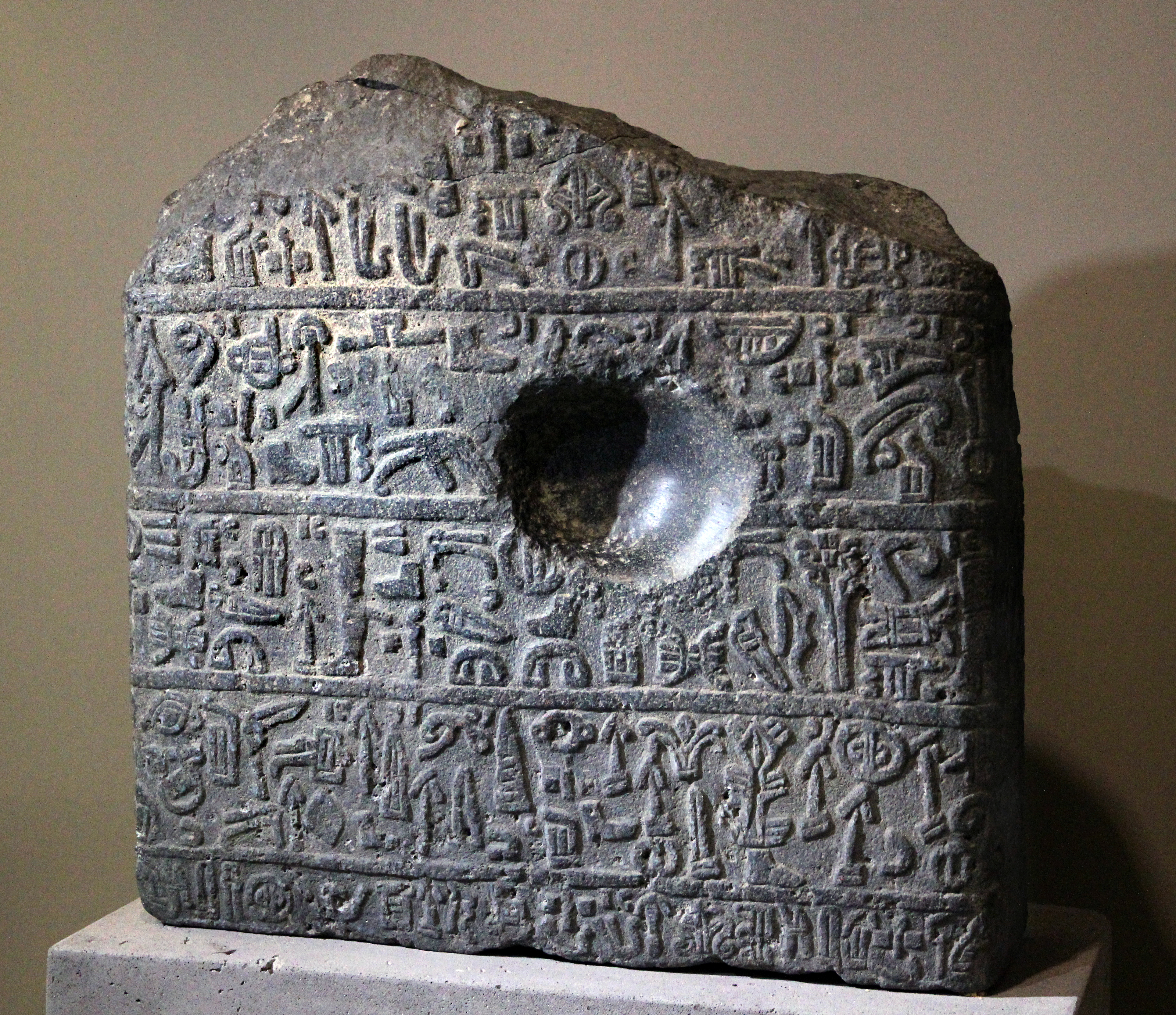
Аксарайська стела

Аксарайська Стела — сиро-хеттський пам'ятник, знайдений у місті Аксарай на заході Каппадокії в центральній Туреччині . Експонується в Аксарайському музеї (інвентарний номер 1-1-77).
За словами британського хетолога Джона Девіда Хокінса, місце знахідки було будівельним майданчиком для Mehmet Şişman İşhane в Hükümet Caddesi. Його опублікував Массімо Поетто в 1982 році.
Гокінс опублікував стелу у своєму Корпусі ієрогліфічних лувійських написів у 2000 році.

## Опис
Кам'яна брила має 88 сантиметрів заввишки 90 сантиметрів завширшки і 39 сантиметрів в товщину. Верхня половина відсутня. На аверсі зображено нижню частину фігури приблизно до талії, ймовірно, бога погоди.
Зміст напису — присвята царя Киякія. Він описує процвітання під час свого правління та доброзичливість бога погоди Тархунзи.
Вважається, що Киякія ідентичний царю Кіяккі з Шинухту[уточнити переклад], який правив до 718 року до нашої ери. У той час його схопив і депортував новоассирійський цар Саргон II. Таким чином, напис вказує на те, що стародавнє царство Шинухту було розташоване в Аксараї.
Киякія також згадується в наскельному написі в Топаді як один із царів, які були дружніми з Васусармою з Табала. Таким чином, напис можна датувати кінцем VIII століття до нашої ери.